# Vital Brazil Filho
Vital Brazil Mineiro da Campanha Filho (Paris, 21 de agosto de 1904 — Rio de Janeiro,  9 de julho de 1936) foi um médico e cientista brasileiro.
Vital Brazil Filho nasceu em 1904 na França devido seu pai, Vital Brazil, ter residido com a família em Paris, nesse ano, a fim de frequentar curso no Instituto Pasteur, fundação francesa dedicada ao estudo da biologia dos microorganismos, das doenças e vacinas. Somente em 9 de maio de 1905 Vital Brazil regressa da Europa, onde realizou estudos e apresentou trabalhos.
Em 1931 assume as funções do Doutor Arlindo de Assis no Instituto Vital Brazil. Em 1933 retoma as pesquisas juntamente com seu pai, Vital Brazil, com estudo sobre envenenamento produzido por cobra coral. Fundou, em 1934, o periódico "Biologia Médica", revista bimestral sobre Ciências Biológicas em suas relações com a terapêutica e a medicina, que aceitava colaboração científica de todos os médicos do país; ela circularia até 1946.
Seria o sucessor do pai, Vital Brazil, mas morreu de septicemia estafilocócica, na Casa de Saúde São José, no Rio de Janeiro, contraída durante experiência em laboratório. Diz-se que coçou o nariz com a mão contaminada por microrganismos.
Dá nome à rua onde está instalada a Faculdade de Veterinária da Universidade Federal Fluminense e ao respectivo Diretório Acadêmico, pois foi um dos fundadores da faculdade, juntamente com Américo Braga.
Artigo publicado por Vital Brazil e seu filho Vital Brazil Filho
1933 – BRAZIL, Vital e BRAZIL FILHO, Vital (1950), “Do envenenamento elapíneo em confronto com o choque anafiláctico”. Anais Paulistas de Medicina e Cirurgia, LX, 5, p. 411-461.
- Também publicado em: BRAZIL, Vital e BRAZIL FILHO, Vital (1933), “Do envenenamento elapineo em confronto com o choque anafiláctico”. Annaes Paulistas de Medicina e Cirurgia, XXV, p. 295-332.
- Também publicado em: BRAZIL, Vital e BRAZIL FILHO, Vital (1933), “Do envenenamento elapineo em confronto com o choque anafiláctico”. Boletim do Instituto Vital Brazil, XV, p. 3-49